# Acuerdos de Matignon (1988)
Los Acuerdos de Matignon de 1988 son acuerdos concluidos en el Hotel Matignon en París el 26 de junio de 1988 entre una delegación separatista de Nueva Caledonia liderada por Jean-Marie Tjibaou y una delegación anti-independencia liderada por el diputado Jacques Lafleur, bajo el control del gobierno francés de Michel Rocard. Intentaron acabar con el conflicto entre los leales (favorable al mantenimiento de Nueva Caledonia en la República Francesa) y los separatistas.

## Historia
Los acuerdos de Matignon se produjeron gracias a los esfuerzos de diálogo y de compromiso dirigidos por Christian Blanc que estaba a cargo de la misión nombrada por el gobierno Rocard. Estos acuerdos prevén un plazo de diez años de desarrollo, con garantías económicas e institucionales de la comunidad antes de que los habitantes de Nueva Caledonia puedan decidir sobre su independencia. Finalizaron el 20 de agosto de 1998 con los acuerdos de Oudinot, llamados así porque fueron firmados en el Ministerio de los departamentos y territorios de ultramar situado en la rue Oudinot de París. Los acuerdos de Oudinot ven la aprobación por las dos formaciones del proyecto de ley y de las disposiciones reglamentarias para la preparación a la libre determinación de Nueva Caledonia en 1998. Estos textos que permitieron la restauración de la paz civil y que fijaron el marco del estado de transición de Nueva Caledonia hasta 1998, se conocen en general como los acuerdos de Matignon-Oudinot. Este acuerdo también amnistía al mismo tiempo las matanzas de Ouvea prohibiendo cualquier juicio por la muerte de 4 policías y de 19 independentistas Kanak. 
Los acuerdos de Matignon fueron aprobados por los franceses por referéndum el 6 de noviembre de 1988. La pregunta del referéndum fue: "¿Aprueba usted el proyecto de ley presentado al pueblo francés por el Presidente de la República que establecen disposiciones estatutarias y preparatorias para la autodeterminación de Nueva Caledonia en 1998?". La medida fue aprobada con el 80% de los votos emitidos. La participación fue baja (37%). Los votos blancos o nulos representaron el 12% del total.
Se firmó un segundo acuerdo (Acuerdo de Numea) el 5 de mayo de 1998 bajo el control de Lionel Jospin: difiere la autodeterminación hasta un período entre 2014 y 2018, y prevé una transferencia gradual de competencias hasta 2014 en todas las áreas excepto en defensa, en seguridad interior, en justicia y la moneda se mantendría la competencia de la República Francesa (en la política exterior, se espera la participación de Nueva Caledonia a las acciones de cooperación regional). Durante la consulta al pueblo de Nueva Caledonia, el domingo, 8 Nov. de 1998, el Acuerdo de Numea fue aprobado por el 72% de los votos (tasa de participación: 74%; blanco y cero <3%).